# Rivière Déception
Der Riviére Déception (Déception heißt im Französischen „Enttäuschung“) ist ein Fluss in der kanadischen Provinz Québec.

## Flusslauf
Der Rivière Déception verläuft in der Verwaltungsregion Nord-du-Québec im äußersten Norden der Ungava-Halbinsel. Er durchfließt dabei eine karge Tundralandschaft. Der etwa 112 km lange Fluss entspringt nahe der von Glencore betriebenen Nickelmine Ragla. Dort wird der Fluss von einem Damm aufgestaut. Er fließt anfangs in nördlicher bis nordnordöstlicher Richtung. Nach 6,5 km trifft der Rivière Déception Est von Osten kommend auf den Fluss. Bei Flusskilometer 66 wendet sich der Rivière Déception in Richtung Westnordwest. 17 km oberhalb der Mündung fließt der Rivière Déception 1,3 km nördlich an dem See Lac Françoys-Malherbe vorbei und nimmt dessen Wasser über einen kurzen Zufluss auf. Der Abfluss des Sees Lac Duquet trifft kurz vor der Mündung des Rivière Déception linksseitig auf diesen. Schließlich erreicht der Rivière Déception die Baie Déception, eine Bucht an der Nordküste der Ungava-Halbinsel. Die Mündungsbucht liegt 60 km westlich vom Cap de Nouvelle-France an der Hudsonstraße. Am linken Mündungsufer befindet sich der Flugplatz "Aéroport de Déception". Der Rivière Déception entwässert ein Areal von 3885 km². 